# Victoria Maurette
Victoria Maurette (* 30. Juli 1982 in Buenos Aires) ist eine argentinische Schauspielerin und Sängerin.

## Leben
Victoria Maurette wurde am 30. Juli 1982 in Buenos Aires geboren. In ihren ersten zwölf Lebensjahren lebte sie mit ihrer Familie hauptsächlich im Ausland, darunter in den USA, Ecuador und Mexiko, bis sie mit ihrer Familie 1994 nach Argentinien zurückkehrte, wo sie an der Asociaciones Escuelas Lincoln studierte. Kurz darauf begann sie ihre Schauspielkarriere. 
2001 unterzeichnete sie ihren ersten professionellen Vertrag für das Musical Disney Magical Moments. Nach diesem Auftritt wurden mehrere Manager auf sie aufmerksam und 2002 bekam sie ihre erste Rolle im Fernsehen, wo sie die Victoria "Vico" Paz in der Serie Rebelde Way spielte. Sie trat dort gemeinsam mit Benjamín Rojas, Felipe Colombo, Luisana Lopilato und Camila Bordonaba auf, die im selben Jahr die Band Erreway gründeten. Sie ging auch gemeinsam mit der Band auf Tour. 
2004 spielte sie in der Soap No hay 2 sin 3 mit und drei Jahre später im englischsprachigen Thriller Bulletface. 2007 spielte sie außerdem im Horrorfilm Left for Dead und 2008 in einem weiteren Horrorfilm (Dying God).
Bevor Maurette ihre Solo-Musikkarriere startete, war sie hauptsächlich mit der Band Erreway aktiv und war in manchen Songs Backgroundsängerin, aber sie war nie ein festes Bandmitglied. 2004, nachdem sie die Serie No hay 2 sin 3 verlassen hatte, begann sie Gesangs- und Songwriterunterricht zu nehmen. 2005 veröffentlichte sie schließlich ihr Debütalbum Paso a Pasosowie die Singles Si Solo Supieras, Buenas Noches, Sin Querer und Anque.

## Filmografie

### Musicals
- 2001: Disney Magical Moments

### Serien
- 2002: Rebelde Way
- 2004: No hay 2 sin 3

### Filme
- 2006: Behind the trees
- 2007: Bulletface
- 2007: Left for Dead
- 2007: Los Angeles
- 2008: Dying God
- 2009: Kung Fu Joe

## Diskografie

### Singles
- 2003: No Soy Asi
- 2005: Si Solo Supieras
- 2005: Buenas Noches
- 2005: Sin Querer
- 2006: Anque

### Alben
- 2005: Paso a Paso

## Auszeichnungen
- 2007: Buenos Aires Rojo Sangre für die beste Schauspielerin im Film Left for Dead (gewonnen)